# Antoine Merlino
Antoine Merlino (Geleen, 23 maggio 1978) è un ex giocatore di calcio a 5 olandese.

## Carriera
Utilizzato nel ruolo di giocatore di movimento, come massimo riconoscimento in carriera ha la partecipazione con la Nazionale di calcio a 5 dei Paesi Bassi al FIFA Futsal World Championship 2000 in Guatemala dove la nazionale arancione e giunta sino al secondo turno, nel girone comprendente Spagna, Portogallo e Croazia. L'anno successivo Merlino fa di nuovo parte della selezione nazionale che partecipa senza molta fortuna allo UEFA Futsal Championship 2001 dove gli arancioni non superano il primo turno. Nel 2003 i Paesi Bassi mancano la qualificazione all'Europeo ed al Mondiale, mentre nel 2005 Merlino è tra i 14 convocati che partono per l'Europeo di Repubblica Ceca dove però non passano il primo turno.